# 女房学校批判
『女房学校批判』（仏語原題： La Critique de l'École des femmes ）は、モリエールの戯曲。1663年発表。パレ・ロワイヤルにて同年6月1日初演。モリエールの演劇に対する考えが明瞭に表現されているだけでなく、彼の今後の進路を決定づけた作品であり、彼の作品の中でも特に重要な意味を持つ。モリエールが「対話の形式で書いた論説」と呼ぶように、劇としての動きはほぼない。

## 登場人物
- ユラニー
- エリーズ…ユラニーの従妹
- クリメーヌ
- ガロパン…下僕
- ドラント…シュヴァリエの称号で呼ばれる、貴族の一種
- リジダス…詩人
- 侯爵(名前指定なし)

## あらすじ
舞台はパリ。ユラニーの家から。

### 第1～3場
ユラニーとエリーズの会話から始まる。エリーズは馬鹿げた駄洒落が大好きな侯爵や、才女気取りのクリメーヌが大嫌いで、厳しい批評を加えていた。そこへクリメーヌがやってきた。ふらふらと気分を悪そうにしているので、ユラニーが理由を尋ねたところ「パレ・ロワイヤルで『女房学校』などという狂言を見てしまった」のでこうなったのだと言う。ユラニーとエリーズは『女房学校』を高く評価していたため、クリメーヌとの議論が始まった。クリメーヌは登場人物の台詞を言葉通りに受け取ろうとせず、裏に隠された意図を読み取ろうと的外れな勘繰りばかりしているため、ユラニーは「見せてくれる通りに見ればよいのであって、存在しない物(台詞の裏に隠された意図など)を見ようとしてもしょうがない」と諭すのであった。ところがエリーズがクリメーヌの意見に賛同して、批判派に回ってしまった。

### 第4～7場
そこへ『女房学校』批判派の侯爵と、擁護派のドラントがやってきた。侯爵は「平土間の観客たちが大笑いしていたことが、『女房学校』が駄作であることのこれ以上ない証拠」であるという。ドラントは「平土間の観客こそ、偏見を持たずに観劇できる常識ある連中である」と反駁、さらに「高い身分の者が、何も判らないくせに批判、批評するなど、滑稽な真似をするのは今すぐ止めるべきだ」と主張し、『女房学校』に的外れな批判を加える人々を散々に扱き下ろした。そこへリジダスがやってきた。リジダスは「『女房学校』のような下らない作品に観客が押し掛け、堂々たる傑作にまるっきり人が入らないのは、情けなく、フランスの恥である」とまで言い切る。だがドラントとユラニーは「悲劇よりも喜劇のほうが上手く書くのは難しい」とし、「宮中にいる良識と才智を持った人々が『女房学校』を高く評価している以上は、素晴らしい作品」なのだと反論した。リジダスは「演劇理論を遵守していないこと」を『女房学校』の欠点として挙げたが、「理論に従っている戯曲がつまらなくて、従っていない戯曲が面白いとなると、それは理論が間違っているということだ」とドラントに反論されてしまう。それでもなおリジダスは引き下がらず、他の欠点を挙げ、ドラントの解答を求めた。ドラントは逐一解答していったが、批判派はそれでも納得せず、議論は行き詰った。そこへガロパンが食事を持ってやってきた。擁護派、批判派ともに仲良く食卓に着く。幕切れ。

## 成立過程
1662年に公開された『女房学校』の成功は、モリエールが生涯獲得した中でも、もっとも輝かしいものであった。初演以後、翌年の復活祭までに31回の公演が行われ、モリエールの死去する1673年までに88回行われた。公開から1870年までに行われた公演は1300回以上に上るという。この作品の大成功によって、モリエールは国王から1000リーヴルの年金を獲得しただけでなく、自分の息子の代父母として国王ルイ14世夫妻を持つなど、演劇界と宮廷における地位を不動のものとするに至った。
当然、モリエールの大成功は同業者たちの嫉妬心を激しく炙りたてた。その上モリエールは、1659年に公開した「才女気取り」においてプレシューズたちの反発を買っており、こうした人々も加わって、「喜劇の戦争」と呼ばれる論争が勃発したのである。
本作は「喜劇の戦争」において、敵対者たちの批判にこたえるために制作された。1663年6月1日に『女房学校』とともに初演にかけられ、好評を博した。9月12日には御前公演をも行っているが、『女房学校』が年が変わっても続演されたのに対して、本作は時事的作品として、同時上演はされなかった。

## 解説
モリエールは本作において、それまで様々な方向から向けられていた批判に対して、まとめて反撃に出た。その上、自分に批判的な人物たちの特徴をそっくりそのまま作中人物にも与え、変人であったり、論理的でなかったりと、碌でもない描き方をすることで、印象付け、さらに登場人物のドラントやユラニーを通じて反論に出た。
『女房学校』に批判的な人物として、初めて登場したクリメーヌは、第3場にて『女房学校』第1幕第1景におけるアルノルフの台詞を以下のように批判する:

クリメーヌ:「耳から子供が生まれる」なんていうのもいやな趣味ですし、「クリーム・タルト」も気分が悪くなるし、「ポタージュ」と聞いて本当に吐きそうでしたわ。

(中略)

ユラニー:(女房学校の中で)いやだとお思いになった場面を一つだけ伺いたいの。

クリメーヌ:例のアニェスが出る場面で、あの娘が「誰かから何かをとられた」というでしょう、あの場面で沢山じゃありませんか？

(中略)

クリメーヌ:ほんとに腹が立ってしまいますわ、あの無礼な作者は私たちを「けだもの」なんて申しましたわね。

「耳から子供が生まれる」というのは、アルノルフがアニェスの純真無垢さを表現するために言った台詞だが、クリメーヌによれば卑猥な当てこすりで、唾棄すべきものであるという。「クリーム・タルト」というのは、「韻探し(コルビヨン)に何を入れますか？」と問われた時のアニェスの返答である。コルビヨンとは韻探しという意味のほかに、小さな籠という意味も持つので、韻探しさえ知らない無知さを示しているのである。ところが、クリメーヌはこの台詞に、無邪気な少女を好む一種の好色性が現れているという。「ポタージュ」も同じように卑猥な表現であるとしたが、最も許せない個所として、「アニェスがアレをとられた」場面を挙げる。アレとはリボンのことなのだが、その表現方法がとんでもなく卑猥だというのである。。
以上に挙げたようなクリメーヌの馬鹿げた批判は、単なるモリエールによる創作などではなく、実際に『女房学校』に加えられた批判の主だったものである。「けだもの」とは、実際はアルノルフが腹立ちまぎれに言った言葉であって、他意はないが、モリエールの敵対者たちはここから論理を飛躍させて「モリエールは『女房学校』で女性全体を攻撃している」のだと批判した。「誰かから何かをとられた」とは、『女房学校』の第2幕第5景の以下のシーンである:

アルノルフ:何かほかに、アニェス、お前からとらなかったかい？(アニェスがまごつくのを見て)ううっ！

アニェス:ええ、あのかた、あたしの…

アルノルフ:なに？

アニェス:取ったんですの…

アルノルフ:ええっ！

アニェス:あの…

アルノルフ:なんだって？

アニェス:言えませんわ、きっとお怒りになるんですもの。

(中略)

アルノルフ:地獄の苦しみだ。

アニェス:あの方、あなたが下さったリボンを取っちゃったの。ほんとに、どうにもできなかったんですの。

この場面におけるアニェスの反応が卑猥であるとして、実際多くの批判を集めた。アルマン・ド・ブルボン (コンティ公)やブールソーが加えた批判はその代表例である。
だが、こういった馬鹿げた批判に、モリエールはユラニーを通して反論する:
ユラニー:女のたしなみというものは、妙に顔をしかめることではありませんよ。(略)淑女気取りはほかの気取りよりもいっそう嫌なものね。何かにつけて難癖をつけたり、無邪気な言葉を汚らわしい意味にとったり、物事の粗ばかり見て怒ったり、そんなことで上品ぶるのって、おかしいじゃありませんか？

(中略)

ユラニー:アニェスはやましいことは一言も申しませんわ。もしアニェスの言葉の裏に何かあるとお考えになるなら、そんないやらしい意味はあなた(=クリメーヌ)がお考えになったもので、アニェスではありません。だって、アニェスはただリボンを取られただけなのですもの。

次に侯爵が登場する。侯爵は非論理的な人物として描かれており、リザンドル( Lysandre )なる男を信奉している。この男は作中にて「自分が最初に意見を述べて、聞き手がそれを恭しく拝聴しなければ気が済まない男」と描かれているが、このモデルとなったのがジャン・ドノー・ド・ヴィゼであるとする研究者もいる。ヴィゼは「喜劇の戦争」におけるモリエール批判派の急先鋒で、『女房学校』公開後に真っ先に批判のための作品を書いているため、偶然とはいえず、モリエールの密かな意図が隠されている。
モリエールはその後も、ドラントを通じて自説を開陳する:

ドラント:要するに、私は平土間の評番を信頼しますね。というのは、土間の観客層の中には、劇を劇の法則に従って批判できる人々もいますし、劇を穏当な見方で批判する人、つまり事物に即して盲目的な偏見や、わざとらしいお世辞、滑稽な気難しさのない人がいるのです。

(中略)

ドラント:難しさから言うと、(悲劇と比べて)喜劇のほうがより一層難しいと言われても大体間違いはないでしょうな。何故かと言えば(略)あなたが英雄を描かれる場合はどのようにお描きになってもよろしいのです。どんな肖像でも、お好み次第で、似ているか似ていないかは問題とならないのです。(略)しかし、生きた人間を描くときには自然に従わなければなりません。そういう肖像は似ていなければならないのです。(略)簡単に言えば、生真面目な劇作では悪口を言われたくなければ、良識にかなったことを述べてそれが文法通りに書いてあればよいのです。しかし喜劇では、それだけでは十分でない。戯れなければならないのです。思慮分別のある人間を笑わせるのは、並大抵の仕事じゃありませんよ。

これらの台詞には、モリエールの演劇観が現れている。『女房学校』を制作した当時のモリエールは、喜劇の重要性を認識し、打ち込もうと決意していたのであった。古くは盛名座結成時から、悲劇に強い思い入れを抱いていたが、ドン・ガルシ・ド・ナヴァールの大失敗を見て、悲劇に対しては何の才能も有していないことを理解、訣別したのである。ちなみに、このドラントの台詞が、悲劇で名を馳せていたコルネイユ兄弟の心証を害し、「喜劇の戦争」に参入させるきっかけとなるなど、しばらくの間の不和を招いた。「喜劇の戦争」沈静化とともに和解している。
次にリジダスが登場。リジダスはアリストテレスやホラティウスを持ち出し、『女房学校』が芸術のあらゆる法則に違反していると批判する。ドラントはこれに対して、以下のようにやり返した:

ドラント:何もホラティウスやアリストテレスに助けを求める必要はない。すべての法則の中の最大の法則は、楽しませるということで、その目的に適っていないのなら正道とは言えません。大体、こういう問題で観客が間違うでしょうか？芝居が面白いかつまらんかは、自分で判るじゃありませんか。

(中略)

ドラント:法則に従っている戯曲がつまらなくて、面白い戯曲が法則に従っていないとなると、必然的に法則そのものが間違っていることになります。(略)心底から我々をつかむものに素直に興味を示せばいいのであって、そこに楽しみを邪魔するような理屈を求める必要はありませんね。

リジダスはなおも引き下がらず、『女房学校』の欠点を指摘し、特に第3幕第2景でアルノルフがアニェスに朗読させる結婚の誓いについて、「みっともなく、宗教劇に対する尊厳を傷つける」と批判する。しかし、モリエールは作中で、この件については特に意見を展開させようとしていない。わざと議論を押さえたようなこの姿勢は「喜劇の戦争」において、ヴィゼに攻撃されることとなった。
この「宗教の尊厳を傷つける」という点は、モリエールが受けた批判の中でも、特に根深いものであった。そもそも『女房学校』においてアニェスは、修道院で育った「無知で馬鹿な」女性として描かれている。モリエールは女性の教育問題に関して、自然の善性を信じる、即ち「教育は不要で、自然に任せて育てればよい」という考えを持っていたので、この描写にはカトリックの女子教育に対する批判が込められているのである。「結婚の誓い」も同様に、宗教的な要素を取り入れ、それを卑猥な連想を喚起させるような描写を用いることで、神聖なものを滑稽にしているのである。
当然、「触れてはいけないものに触れ、尊ぶべきものを戯画化し、宗教を誹謗した」と非難する者が現れた。モリエールも当然そのような批判が噴出することを予想していたが、徐々にその勢力の強大さに気づいたようで、本作では宗教に関する点について、大っぴらに触れられなかったのだった。モリエールはルイ14世の母后アンヌ・ドートリッシュに本作を捧げることで、とりあえずは激烈な非難を回避しようとしたようである。
リジダスの批判に真面目に答えようとするユラニーやドラントであったが、侯爵のふざけた妨害に遭い、反論できないまま幕は閉じる。上記で見てきたように、作中では批判者たちの独善的で、非論理的な姿勢が特に強調されているため、観客に『女房学校』にこそ正当性があるのだ、と印象付けることに成功している。
このような作品を公開したことで、当然モリエールの敵対者たちはますます怒りを募らせた。こうして「喜劇の戦争」がより一層激化するわけであるが、それと同時に『女房学校』はより注目を集めるようになり、大勢の観客を動員することに成功した。これは、劇作家であり、興行主でもあるモリエールの戦略であったと見る研究者もいる。

## 日本語訳
- 『女房学校是非』（『女房学校 他二篇』 所収）、辰野隆･鈴木力衛訳、岩波文庫、1957年
- 『女房學校是非』 奥村実訳、（モリエール全集 第三卷 所収）、中央公論社、1934年
- 『「お嫁さんの学校」批判』秋山伸子訳、（モリエール全集 3 所収）、臨川書店、2000年

## 翻案
- 『夫人學校是非』草野柴二訳、（モリエエル全集 上巻 所収）、金尾文淵堂・加島至誠堂、1908年
  - 元版　『喜劇/細君養成所是非』草野柴二訳、明星 1905年6月号掲載